# The Normal
The Normal war ein Musikprojekt von Daniel Miller, der als der Gründer des Plattenlabels Mute Records bekannt wurde.

## Geschichte
Obwohl Miller ursprünglich Mute Records mit der Absicht gründete, seine eigene Musik zu veröffentlichen, produzierte er im Jahr 1978 nur eine Single unter dem Namen The Normal mit dem Titel T.V.O.D./Warm Leatherette.
Beide Tracks sind minimalistische Elektronische Musik, die mit einem KORG 700s Analog-Synthesizer und einer Revox B-77 Tape Machine produziert wurden. Daniel Miller nahm diese Single in seinem Wohnzimmer auf. Obwohl sie nicht in die englischen Charts kam, hatte diese Single zur damaligen Zeit großen Einfluss auf die Post-Punk-/Electronic-Musik-Szene im Vereinigten Königreich.
Der Titel Warm Leatherette ist inspiriert von J. G. Ballards Roman Crash, in dem Menschen Autos zu Schrott fahren, weil es sie sexuell erregt.
Der Song wurde seitdem von Musikern wie Pankow, Grace Jones, Sleep Chamber, Vitalic, Laibach mit einer deutschen Version unter dem Titel Warme Lederhaut, Chicks on Speed/Hell auf einer Split-Single mit jeweils einer eigenen Version, und 2006 von Trent Reznor mit Peter Murphy gecovert.
Es gab mit Live at West Runton Pavilion eine zweite Veröffentlichung als The Normal mit Robert Rental. Eine Platte, die nur auf einer Seite bespielt war. Im Gegensatz zur Originalpressung, die in einer einfachen roten Schutzhülle verkauft wurde, erhielt die deutsche Pressung (Titel: Daniel Miller Robert Rental LIVE) eine weiße Hülle mit einer unscharfen Schwarz-Weiß-Fotografie (Rough Trade 17/Marat).
Miller nahm auch das Album Music for Parties unter dem Namen Silicon Teens auf, für den hauptsächlich spärliche Electronic-New-Wave-Coverversionen von 1970er- und 80er-Jahre-Pop-Klassikern wie Sweet Little Sixteen und Let’s Dance aufgenommen wurden. Der Regisseur John Hughes war davon so angetan, dass der Song Red River Rock auf dem Soundtrack zu Ein Ticket für Zwei zu hören ist.
Daniel Miller ist auch Produzent von Bands wie Depeche Mode, Erasure, Wire und DAF.